# Dom de Hamburgo
El Dom de Hamburgo (en alemán: Hamburger Dom; lit. ‘Fiesta de la Catedral de Hamburgo’) es una feria y fiesta popular del distrito de Sankt Pauli, Hamburgo, Alemania, que se celebra tres veces al año (en las temporadas de primavera, verano e invierno), siendo por tanto la feria más grande y duradera de todo el país. El conjunto de eventos que comprende la feria, definida como un volksfest y un festival, atrae cada año a unos diez millones de visitantes. Cada viernes a las 22:30 durante su celebración, se lanza un espectáculo pirotécnico, cuyos fuegos artificiales se pueden observar en muchas partes de la ciudad.

## Historia

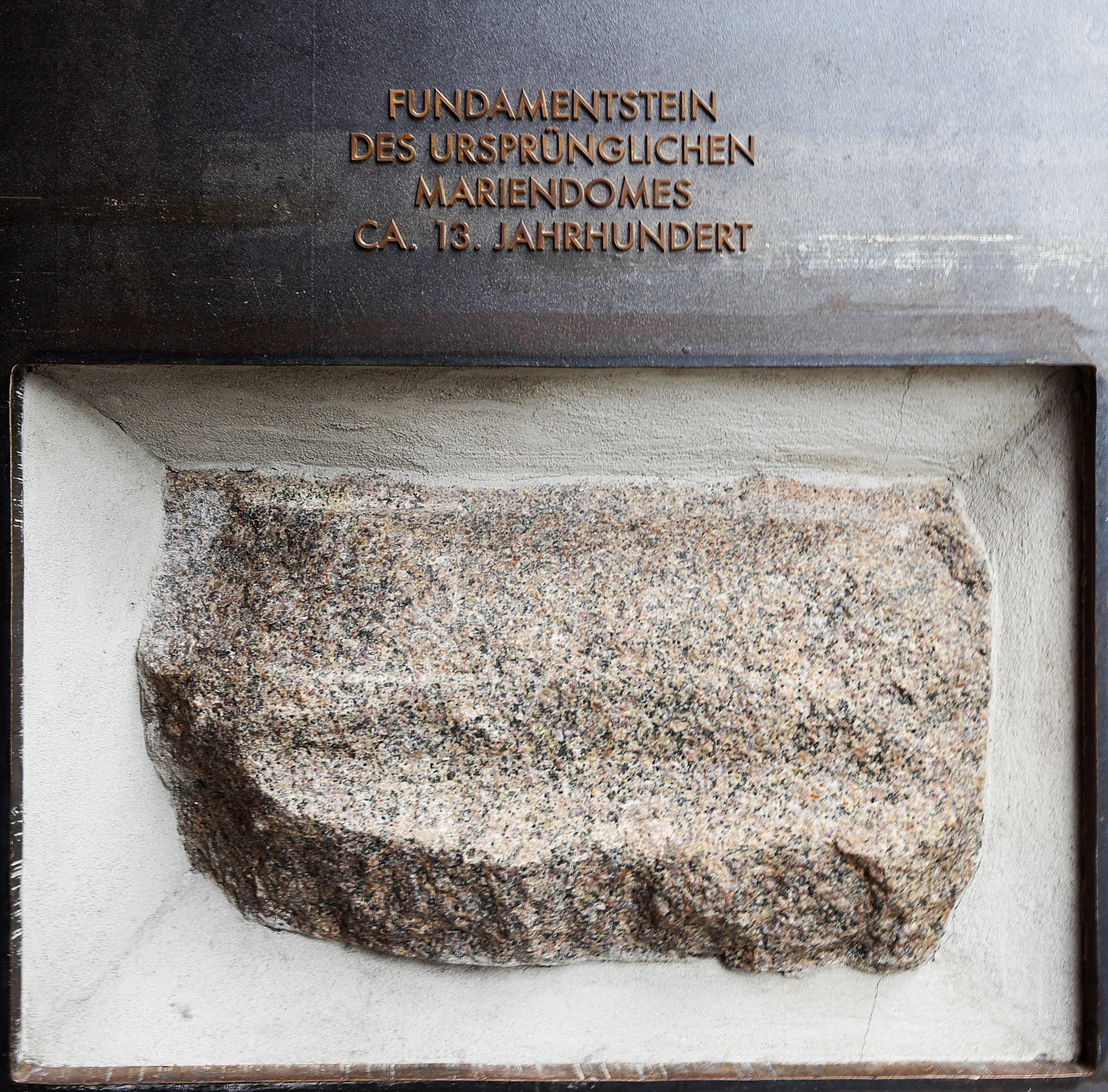
Piedra fundamental de la antigua Mariendom,

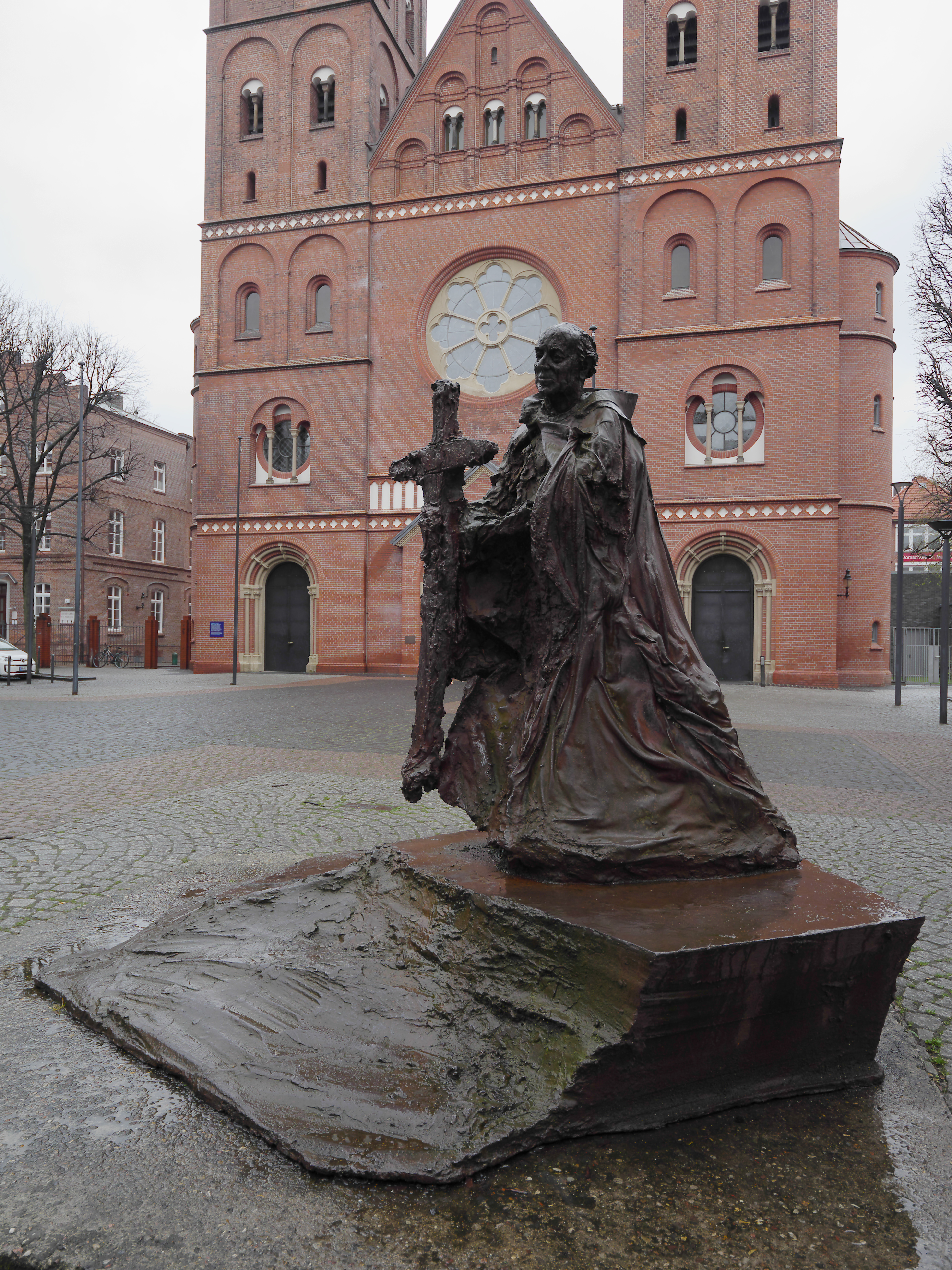
La catedral de Hamburgo y extremo del campo del Espíritu Santo

El Dom de Hamburgo tiene sus orígenes en el siglo xi cuando comerciantes y artesanos ambulantes de toda la región buscaban refugio en la antigua gran catedral de Santa María de Hamburgo (Hamburger Mariendom) de las ráfagas de viento y mal tiempo, conocidos como Schmuddelwetter. Con el tiempo se desarrolló un mercado medieval en el recinto de la catedral (la que más tarde sería la Plaza del mercado) para poder los refugiados atender a sus negocios varias veces al año (sobre todo en Navidad), al mismo tiempo que la catedral se convertía en todo un lugar de congregación, al que además de los respetables comerciantes acudían juglares y charlatanes (quacks), cosa que no gustaba al arzobispo de Bremen y canónigo de Hamburgo Burchard Grelle, quien en 1334 prohibió la entrada de estos en la catedral. Aquello agitó a muchos de los congregantes, incluidos sus propios feligreses, lo cual hizo que en 1337 Grelle levantara la prohibición, pero solo en épocas de mal tiempo (Hamburger Schietwetter – ‘tiempo de mierda’, en sus propias palabras). El mercado, del que se tiene constancia desde 1329, y que a partir del siglo xvi, tras la reforma protestante, abría con mucha más frecuencia, seguiría operativo hasta 1804, año en que el edificio de la antigua catedral cerró para posteriormente ser demolido (en 1807).
A partir de este año, los asistentes al mercado de la catedral, por aquel entonces toda una institución, iban buscando lugares alternativos para la ubicación del mercado, principalmente en la plaza conocida como Gänsemarkt (mercado de los Gansos), pero también en los Pferdemarkt (mercado de los Caballos), Zeughausmarkt (mercado de la Armería) y Großneumarkt (el Gran Mercado Nuevo). Durante todo este tiempo, el mercado conservaba su nombre de Mercado del Dom. En 1893 se estableció finalmente en una zona frente a la entonces recién estrenada catedral de Santa María (la actual Catedral de Hamburgo, o Hamburger Dom), en el terreno conocido como Heiligengeistfeld (campo del Espíritu Santo).

## El festival
El Hamburger Dom es un festival trianual, cuyo nombre se ajusta a la época del año en la que se celebra:
- Feria invernal: Winterdom o Dommarkt.
- Feria estival: Sommerdom o Hummelfest.
- Feria primaveral: Frühlingsdom.

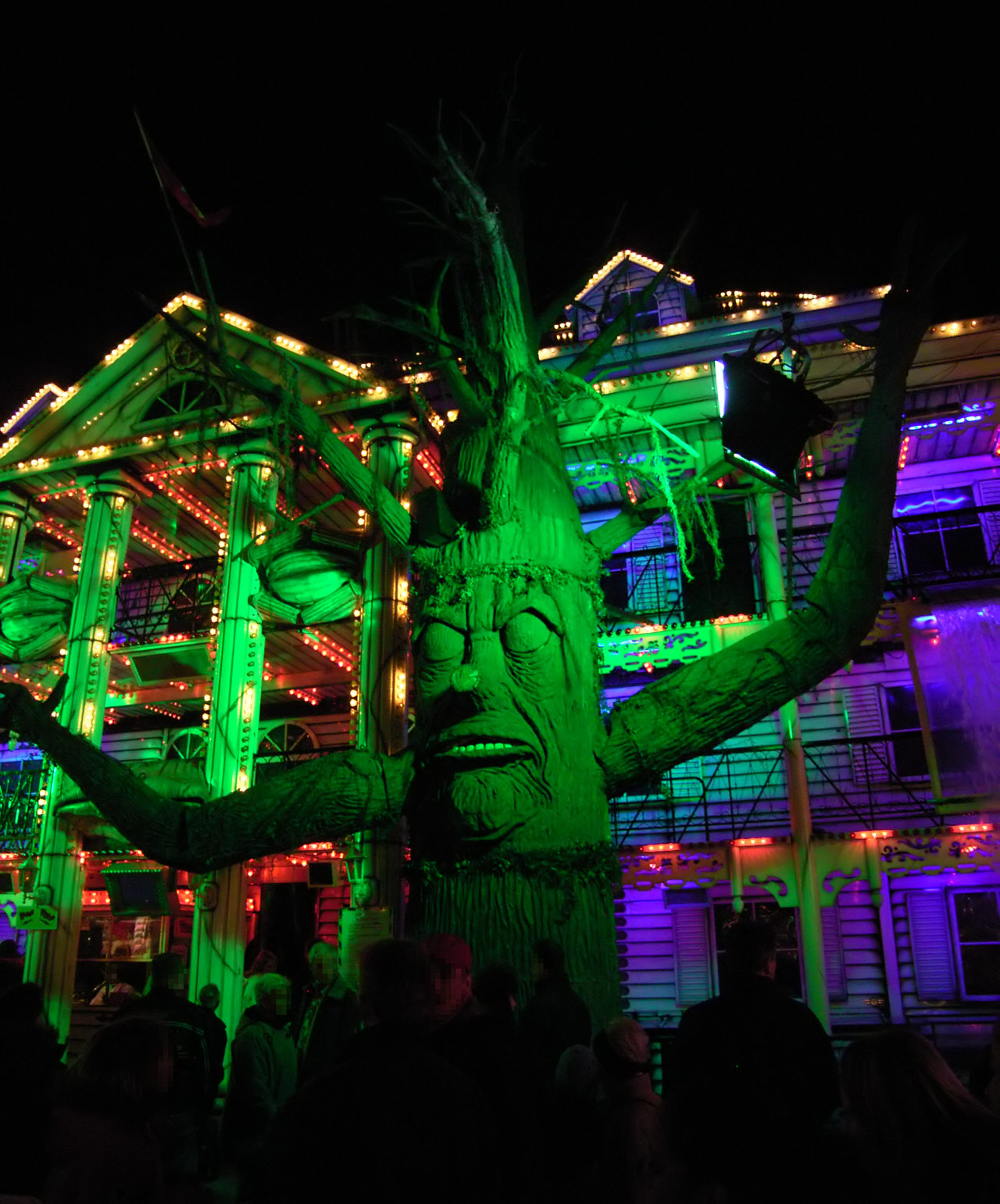
Carril de los fantasmas, Hamburger Dom

Cada una de las ferias se celebra durante un mes (30 o 31 días) y tiene su centro en un punto distinto del Heiligengeistfeld. El evento original fue la feria del invierno, que también recibe el nombre original de Dommarkt (mercado de la catedral), al que tras la Segunda Guerra Mundial, durante la primera fase del Wirtschaftswunder hamburgués, se incorporaron las ferias de verano (1947) y de primavera (1948). Este conjunto de ferias hace que el Dom de Hamburgo sea el volksfest más largo de Alemania y el segundo más antiguo del norte de Alemania (después de Bremer Freimarkt). Según como se vea, se puede considerar el volksfest más grande del norte de Alemania o el segundo más grande (también por detrás del Bremer Freimarkt), y al mismo tiempo el quinto o sexto más grande de Alemania. Es también la feria más grande del país (en términos de extensión del recinto ferial).

### Actividades y organización
El Dom de Hamburgo es conocido por su gran variedad de atracciones y puestos de comida, bebida y venta ambulantes. Tanto es así, que muchos turistas consideran el nombre del festival un sinónimo de un parque de atracciones, con sus norias, tíovivos, montañas rusas y demás instalaciones. Las ferias cuentan con unos 110 restaurantes y bares dispersados por el recinto y calles adyacentes (un área total de 160 000 m²), y cientos de artistas que llevan a cabo sus actuaciones durante el tiempo de su duración (en 2016 sumaban 260 artistas).
El festival ofrece decenas de establecimientos gastronómicos (puestos de comida, pubs, tiendas de confitería), atracciones para niños, tiendas de actividades varias (como el tiro al blanco) y demás elementos comunes de las ferias. Pero encima de todo, siendo un volksfest, se convierte en todo un evento de restauración, con comidas típicas, bebidas tradicionales (como el vino caliente en las ferias del invierno y del otoño) y, sobre todo, mucha cerveza. 
La organización del festival queda a cargo de la ciudad-estado de Hamburgo a través de su consejería de Economía, Transporte e Innovación, y la Catedral de Hamburgo, que gestiona el terreno (el Heiligengeistfeld). Dada la gran demanda por parte de feriantes y artistas, las solicitudes se tramitan a mediados de agosto del año anterior. Todos los puestos, locales, espectáculos, instalaciones y atracciones pertenecen a individuos y compañías privadas, incluidas las grandes instalaciones con su preparación logística y técnica y los medios de seguridad aplicables, lo cual requiere de una preparación logística antes de cada feria.

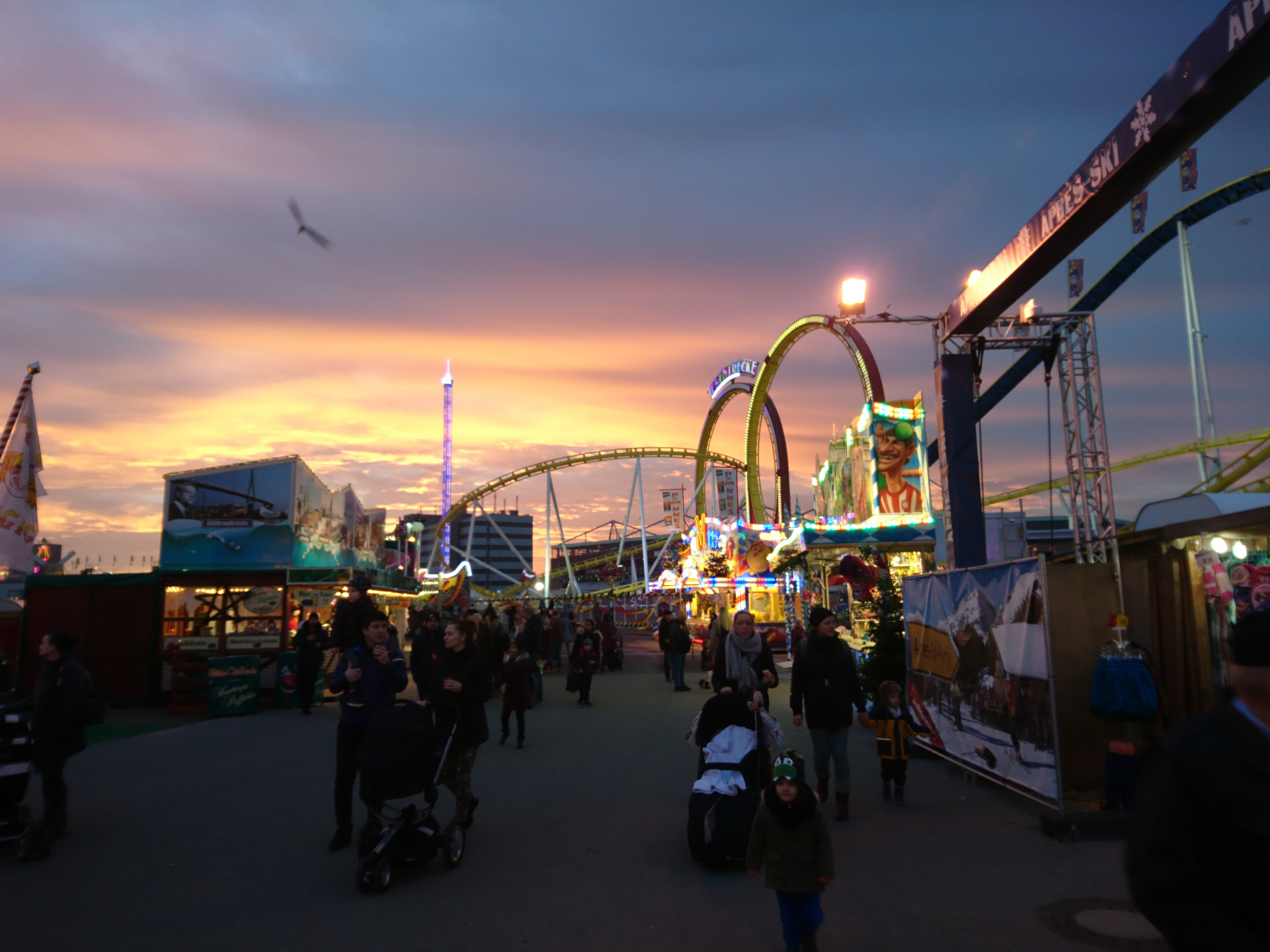
Vista nocturna del Dom

Los intereses de los comerciantes y feriantes del Dom de Hamburgo están representados por la Asociación Regional de Comercio Ambulatorio y Feriantes de Hamburgo y por la Unión de Feriantes de Hamburgo.

El Mercado Internacional en la feria de verano de Hamburgo

## Actualidad
A partir de 2014, la feria de verano (Sommerdom) incluye el denominado Mercado Internacional, bajo el lema «La vuelta al mundo en un día, el Sommerdom lo hace posible». En él se ofrecen especialidades y delicias típicas de cada región, y un programa de entretenimiento.
Debido a la pandemia de COVID-19, la mayoría de las ferias del Hamburger Dom en 2020 y 2021 han sido suspendidas.